# Handkettensäge
Die Handkettensäge ist eine Kettensäge, die mit reiner Muskelkraft von Hand betrieben wird. Sie besteht im Wesentlichen nur aus der Sägekette und zwei Holzgriffen oder Handschlaufen am Ende. Sie wird zweihändig von einer Person bedient, mit wenig Druck links und rechts abwechselnd ziehend. Die Benutzung durch zwei Personen erfordert gute Koordination. Handsägeketten sind – anders als Ketten von Motorsägen – bidirektional gezahnt, damit sie in beide Richtungen schneiden. Die Kette wird so um einen dicken Ast oder einen dünnen Baumstamm gelegt, dass sie dreiseitig anliegt und Holzspäne abträgt. Sie kann auch zum Durchtrennen von Wurzeln verwendet werden, ohne dass diese ganz freigelegt werden müssen.
Mit der Handkettensäge können auch Äste geschnitten werden, die sonst ohne Leiter oder Klettern nicht erreicht werden können. Dazu wird die Kette an zwei Leinen befestigt, damit sie vom Boden aus bedient werden kann. Das eine Leinenende wird mit einem Gegenstand beschwert und über den Ast geworfen.
Vorteil der Handkettensäge ist in erster Linie ihr kleines Packmaß. Die Sägekette kann zusammengewickelt in einer flachen runden Dose oder einer festen Tasche transportiert werden. Die weiteren Bestandteile (Schnur und Holzgriffe) können im allgemeinen Reise-Equipment mitgeführt werden. Daher eignet sich die Handkettensäge für den Outdoor-, Survival- und Militärbereich, wo es auf kleines Packmaß und Gewicht ankommt und Einbußen in der Funktionalität und Bedienfreundlichkeit hingenommen werden können. Ein weiterer Vorteil ist ihre Umweltfreundlichkeit: sie benötigt weder Benzin-Ölgemisch noch Sägekettenöl.